# 圈養大象
圈養大象的機構有許多不同種類，像是動物園、避難所、馬戲團或是營地，而這些機構也都會有獸醫監控大象們的狀況。圈養的大象們被用以教育、娛樂或是勞力等目的。
最早關於圈養大象的證據可以追溯到4500年前的印度河流域文明。從那時開始，圈養大象在全球被廣泛應用在戰爭、儀式、體力勞動和娛樂。而3500年來，大象一直是被蒐藏的動物之一。第一隻大象在1796年登陸於北美，而1831年在倫敦的第一個實驗性動物園（倫敦動物園）開始圈養大象。
在1980年代之前，動物園裡的大象是從野外獵捕回來的。而隨著對於野生大象獵捕的限制增加，以及野生動物數量的減少，使動物園改變成圈養繁殖的方式。現今，大多數的動物園主要以繁殖的方法孕育出大象，但動物園偶爾仍會透過亞洲的半圈養工作營取得大象，或是救援在非洲被剔除的大象。從業人員擔心，若是野生大象的出生率沒有增加，或是缺少野生大象的湧進，圈養大象可能在50年內無法生存。
在2006年，286隻大象被飼養在美國的動物園（147隻非洲象和139隻亞洲象）。將近三分之一的亞洲象是被圈養的，總計為15000隻，大多在工作營、寺廟和國家生態旅遊景點。國際自然保護聯盟估計野生亞洲象的數量約在40000到50000之間，而非洲象約為400000到600000之間。

## 歷史
大象的馴養在西元前2000年左右就已出現在印度河流域的記載中，尤其是「馴象師」（大象騎乘者、訓練師或養育者）的記載。大象常被應用在林業、戰爭（在迦太基與羅馬的戰役中由漢尼拔等指揮官指揮）、文化活動與宗教儀式（如神廟象）、行刑、馬戲團等公開表演、體育活動（如尼泊爾的大象馬球）或是動物園觀賞活動中。
白象的說詞源自於一隻白象被視為神聖的象徵，所以並不能從事勞動性的工作，導致飼主會浪費大量的成本。這種敘事最早是起源於一個故事，Siam的國王們將白色大象送給他們不喜歡的城邦，讓他們花費大量費用飼養白象，以此毀掉受贈者的國家。

## 行為與馴養
大象擁有野生動物中最大的腦，因此他們從亞里斯多德的描述開始，便因認知功能和與人類相似的行為模式擁有知名度。牠們也擁有相較於其他牲畜更長的壽命，因此被人類圈養。 
大象群在野外通常由母象領導其他相關的女性成員和年幼的小象，而公象成熟後通常就會離開其出生的大象群並自己生活，但是有時成熟公象會在非繁殖期時加入單身公象群。公象在繁殖期會進入稱為“musth”的階段，這時牠們會四處走動尋找母象，而遇到公象時會具有極端攻擊性。
在圈養生活中，要給予大象類似於野外生活的社會結構是很困難的，一部份是因為在不同設施間要移動公象以模仿公象的分散與繁殖是一項艱鉅的任務，也有一部份是因成年公象的極端攻擊性將對飼育員與其他大象造成健康上與安全上的威脅。

## 訓練
圈養的大象可以透過訓練以執行各種任務。例如，在尼泊爾護林員會騎著大象巡邏國家森林或供遊客娛樂。在緬甸，大象則協助伐木作業。而北美、澳洲和歐洲，大象多在受馬戲團訓練，他們會被訓練並學習表演技巧以娛樂人群。除馬戲團，動物園也馴養著許多大象，在此他們多會被訓練如何配合馴養流程，像是伸出腳以進行指甲修剪，或自行張開嘴配合牙科檢查。馬戲團的眷養存在許多爭議。像是Ringling Bros. 和 Barnum & Bailey 等美國馬戲團，就因公眾的強烈抗議，承諾於2015 年讓他們的大象退休並送往私人保護區。
訓練大象的方式主要有以下三種，這些訓練方式可以一一分開使用或互相搭配使用，而它們對於大象的福祉和人類的安全都各有好壞：

### 自由接觸
與大象之間有直接接觸，大象和飼養員在互動時共享同一個空間。 一些設施使用自由接觸來給予大像有很多的身體自由，例如帶領大象散步。 增加這種類型的運動可以防止大象體重增加過多，從而減少關節和足部健康問題的發生。自由接觸也提供無可比擬的體檢機會，獸醫和飼養員可以訓練自由接觸大象進行多種體檢，包括牙科手術和抽血。然而自由接觸在從業者和公眾中存在著爭議。 它需要使用象鉤，也稱為指向鉤、牛鉤或刺。象鉤由連接在手柄上的鉤子組成，用於訓練以引導大象進入正確的位置。象鉤有時可用於體罰。此外，自由接觸會對處理人員構成危險。 所有大象，尤其是大象中的雄性大象，都會對人類造成危害。 在自由接觸方法的工作中，發生了幾起大象殺死飼養員和管理員的事件。美國動物園和水族館協會 (AZA) 正在逐步停止在其成員動物園中與大象自由接觸。

### 受保護的接觸
大象和飼養員從不共享同一個不受限制的空間。 相反，飼養員通過屏障與大象互動，大象可以隨意離開接觸區域。處於受保護接觸情況下的大象通常通過正增強系統進行訓練，並在訓練取得進展時給予獎勵。在受保護的接觸系統中訓練有素的大象可以讓獸醫和處理人員有良好的日常護理機會，儘管不像自由接觸系統那樣全面。一些大象，尤其是可能無法進入受保護接觸區的生病大象和尚未接受過受保護接觸訓練的幼象，可能更難在受保護接觸設施中獲得獸醫護理。 受保護的接觸設施也無法帶大象散步，這可能會增加大象種群肥胖和健康問題的發生率。

### 無接觸
除非大象處於化學鎮靜狀態，否則不會與大象接觸。這個方式可以通過允許和禁止進入不同地點，將大像從一個地方轉移到另一個地方，但任何醫療護理或日常維護都必須在鎮靜狀態下進行。 AZA 不允許在其成員動物園中使用無接觸系統，因為他們要求所有大像都接受培訓以參與他們自己的健康護理，包括展示牠們的腳進行指甲修剪，允許檢查牠們的耳朵、眼睛、嘴巴和牙齒，並允許收集牠們的血液。對大象進行化學鎮靜是有風險的，可能會對動物或固定動物的人造成傷害。因此，在大多數情況下，會盡可能減少對麻醉的需求。在無接觸系統中缺乏培訓也意味著大象無法獲得定期自願培訓和正增強所帶來的豐富好處。儘管存在這些擔憂，一些設施會對特別具有攻擊性或危險性的大象使用非接觸系統，尤其是在狂熱期間的雄性大象。
一些設施將結合使用這些處理方法，例如，與雌性大象自由接觸，並與更危險的雄性大象進行保護性接觸。 

## 育種
一般來說圈養大象的育種取決於周遭環境，在野外漫遊的象群因能接觸更多不同環境，其生育大大高於被圈養在一地的象群。在泰國，商業娛樂用象群被放養在大面積的商用叢林，象群因能自由的交配，而有比以往被圈養更高的生育率。相比之下西方動物園式的育種方式則有許多弊端。一是象群被拘束於一地，導致其無法自由選擇交配環境。再者，西方動物園為了避免發情公象帶來的麻煩，會僅留有一兩隻公象，這造成象群組織不完善，進一步導致賀爾蒙不協調，最終使得公象產生不良的精液。
圈養大象的育種還須注意近親交配的危險，在當下獲取新大象越趨困難的情況下，當代動物園愈發依賴育種現有大象，然而小群體內的繁育，會使得近親繁殖機率攀高。目前主要依賴對分子醫學對大象進行基因檢查，來確保一象群內是否存在近親繁殖的風險，不過大象的遺傳訊息往往是缺失的。另一種方法是亞物種交配，這可以很大程度上增加基因多樣性，然而亞物種機交配十分困難，同時其下一代也不能保證能如一般交配一樣健康。

## 福祉
大象是一種複雜的動物，他們的圈養須考慮許多不同的福利要求。動物福利的基本原則規定：被訓養動物應當安置在適合於牠的環境中，並且要考量不同物種獨特的生理需求。
圈養大象需考量到許多獨特的福利問題，因其擁有特別的社會結構、生理特徵、體型。在野外，大象可能會每天步行 50 英里，而美國動物園和水族館協會 (AZA) 建議其成員動物園在每頭大象至少有 5400 平方英尺（500 平方米）的戶外棲息空間。不過有動物園圈養大象的支持者認為，野生大象行走如此距離是因為需要尋找水、食物或配偶，但如果資源更容易獲得，圈養大象不需要這麼長的步行距離。
野生象群（尤其是非洲象）可能會形成非常龐大的規模。 美國動物園和水族館協會 (AZA) 要求其成員至少容納三名雌性、兩名雄性或三名混合性別個體，以模仿野生象群結構，不過這樣的規模比許多野生牛群小得多。 2008 年一項主要針對歐洲和北美動物園的研究發現，這些動物園中有五分之一的大象單獨或僅與另一頭大象一起生活，而這些動物園中的平均的象群數量為 4.28 頭。近年來有在將不同動物園中較小的象群整合成更大的群體的努力，儘管這一項工程進展仍在進行中。
人們已經做出一些行為努力了解圈養大象的哪些行為表現出良好福祉，哪些行為表明出福祉問題。2015 年，英國環境、食品和農村事務部 (DEFRA) 制定了一套指標，從業者和監督機構可以使用這些指標來確定圈養大象個體的福利狀況。這份報告是根據一份早期政府的報告編制的，該報告表明英國動物園中的許多大象都存在足部健康、肥胖和刻板印像等問題。福利的重要指標包括：
- 刻板印象：包括搖頭、搖擺和來回走動（作為福利的負向指標）
- 舒適行為：包括打滾、游泳和沙浴（作為福利的正向指標）
- 進食（作為正向指標）
- 與環境互動（作為正向指標）
- 與其他大象互動（作為正向指標，過度攻擊除外，這是負向指標）

## 健康

### 傳染性疾病

#### 結核桿菌
根據美國疾病管制與預防中心的報告，在北美大約有2%的非洲圈養大象，和12%的亞洲圈養大象感染了結核桿菌。
2012年，兩隻圈養大象在法國里昂動物園被診斷出感染結核桿菌。由於有著傳染給其他動物或遊客的風險，政府決定將他們安樂死，但後來被法院推翻。
在田納西州的保護區，一隻54歲的非洲象被認為是八位染病工作人員的感染源。
2018年，支氣管肺泡灌洗技術被提議用於大象的肺結核診斷。與沖洗象筐法相比，該技術對於操作人員更加安全，靈敏度也較高，不易受污染。

#### 大象內皮嗜性皰疹病毒
大象內皮嗜性皰疹病毒（EEHV）是一皰疹病毒科，從1988年以來，導致了100多頭野外和圈養小象死亡。在北美，1962年至2007年間出生的4個月至15歲的亞洲圈養大象，有58%因此死亡。大象內皮嗜性皰疹病毒也導致了歐洲、亞洲所圈養的亞洲象和野生小象死亡。
1995年，在華盛頓特區的國家動物園發現了第一例公認EEHV亞洲象的致命病例，但隨後對樣本的調查發現，圈養大象的EEHV致命病例可以追溯到1988年。測試證明，這些病毒似乎大多在亞洲象和非洲成年大象身上潛伏（無症狀），這些成年大象在壓力或是興奮的狀態時，就會變得有傳染力，包括在小牛出生後的時間。亞洲幼象在斷奶後的期間極易感染此病毒，因為此時幼象不再受到母體抗體的保護。而感染到活動性EEHV的話，會在頭部和軀幹，以及肺部（輕微病例）長出小結節。
在致命攻擊下（通常由EEHV 1A 毒株引起），病毒會迅速發揮作用，如果未經治療，通常會在症狀出現後的1小時到7天內死亡。症狀包括嗜睡、不願進食、瘸腿、絞痛和腹瀉。該病毒也會引起內皮組織大量出血。
EEHV是無法治癒的，但動物園已經開發出一些治療方法，並且在抑制病毒和預防死亡方面顯示出一定的效果。歐洲動物園和水族館協會（EAZA）的治療建議進行液體療法、以具有抗體成年大象的血漿，還有泛昔洛韋（famciclovir）、更昔洛韋（ganciclovir）、阿昔洛韋（acyclovir）等抗病毒藥物治療。感染嚴重EEHV的大象，有大約40%因為此療法存活。

### 非傳染性疾病

#### 足部與肌肉骨骼疾病
2006年的一項研究發現，33%的北美動物園報告稱至少有一隻大象腳部異常，36%的動物園至少有一隻大象患有關節炎，而18%的動物園報告其大象群在過去的一年中至少有一例瘸腿病例。
圈養大象常見的足部問題包括指甲、腳底板和角質層的過度增生、壞死性足皮炎、膿腫以及指甲和腳底裂開。這些病症通常不會導致死亡，但它們往往會使得大象被安樂死，因為這將嚴重影響他們的生活品質。因此許多圈養大象設施會定期進行足部護理，以預防嚴重的慢性足部問題。野外大像在走路時象腳會自然的磨損，圈養設施足部護理的目標就是要模擬這種磨損效果。在自由接觸或受保護接觸設施中的大象，可以被訓練到能去自主接受這些足部維護，包括修剪指甲和腳底。未經訓練的大象則必須經過麻醉才能接受足部護理，不過這會給大象和馴象員帶來一定的風險。
常見的肌肉骨骼問題包括退行性關節病、骨關節炎、外傷和軟組織拉傷。由於大象體重大、壽命長，大象被認為可能隨著年齡的增長，而變得特別容易出現這些問題。與野生大象相比，圈養大象相對久坐不動。這樣的生活方式很可能是這些問題的起因。
2016年在對北美動物園的一項研究發現，足部健康不佳的可能因素包括年齡較大、在硬地板上的時間較長、夜間圍欄空間較小，以及因展出的緣故，大象得以選擇待在戶外或室內。同一項研究發現，肌肉骨骼健康狀況不佳與在硬地板上花費更多時間以及白天展覽空間不足之間存在相關性。在地板上使用軟沙並提供接觸室外草地、泥土或沙子的通道，為大象提供白天和夜間的圍欄空間，避免室內外空間溫度和濕度的大幅變化，被認為可以改善大象的足部和肌肉骨骼健康。

#### 肥胖
2016 年對北美動物園的一項研究發現，74% 的動物園大象超重或肥胖。肥胖對大象的影響尚未得到廣泛研究，但根據對其他物種的研究，它可能與不孕症、關節炎和心血管疾病的高發病率有關。
動物園大象的肥胖的高發生率的應該與，飼料的多樣性、運動較少和定期餵食有關，這表明如果希望減少大象肥胖率，飼養機構應該經常遛大象，並減少餵食種類，並以不定期地規律餵食。